# 胡斯特尔
胡斯特尔，是西班牙卡斯蒂利亚-莱昂萨莫拉省的一个市镇。 总面积51平方公里，总人口158人（2001年），人口密度3人/平方公里。